# Naturschutzgebiet Hölzerner Peter
Das Naturschutzgebiet Hölzerner Peter mit einer Größe von 35,1 ha liegt östlich von Antfeld im Stadtgebiet von Olsberg im Hochsauerlandkreis. Es beginnt am Dorfrand von Antfeld und geht nach Osten bis zur Stadtgrenze. Direkt hinter der Stadtgrenze Brilon beginnt das Naturschutzgebiet Altenbürener Steinberg. Das Gebiet wurde 1990 von der Bezirksregierung Arnsberg als Naturschutzgebiet (NSG) ausgewiesen. Das Gebiet wurde 2004 mit dem Landschaftsplan Olsberg durch den Hochsauerlandkreis erneut als NSG ausgewiesen.

## Gebietsbeschreibung
Beim NSG handelt es sich um den Westteil des dortigen Diabasfelsbands. Vor dem Felsband befinden sich Blockhalden. Im NSG finden sich bis zu zehn Meter hohe Felsen. Im NSG finden sich überwiegend Rotbuchen. Die Baumarten Bergahorn und Eberesche sind beigemischt.

## Schutzzweck
Im NSG soll das Waldgebiet geschützt werden. Wie bei allen Naturschutzgebieten in Deutschland wurde in der Schutzausweisung darauf hingewiesen, dass das Gebiet „wegen der Seltenheit, besonderen Eigenart und Schönheit des Gebietes“ zum Naturschutzgebiet wurde.